# Palazzo dei Camerlenghi

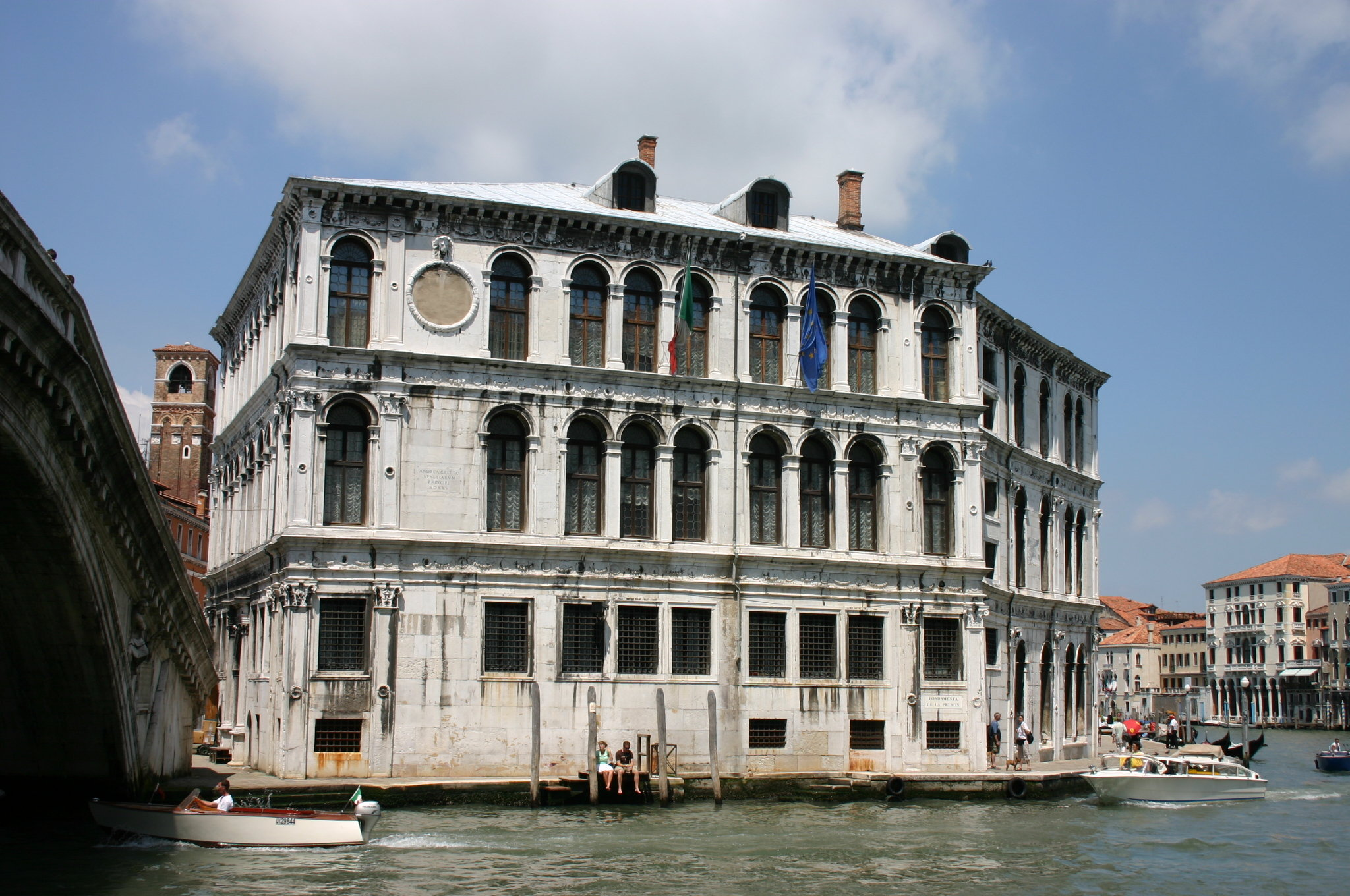
Palazzo dei Camerlenghi

Het Palazzo dei Camerlenghi, aan het Canal Grande in Venetië, is een paleis en staat pal naast de Rialtobrug.

## Geschiedenis

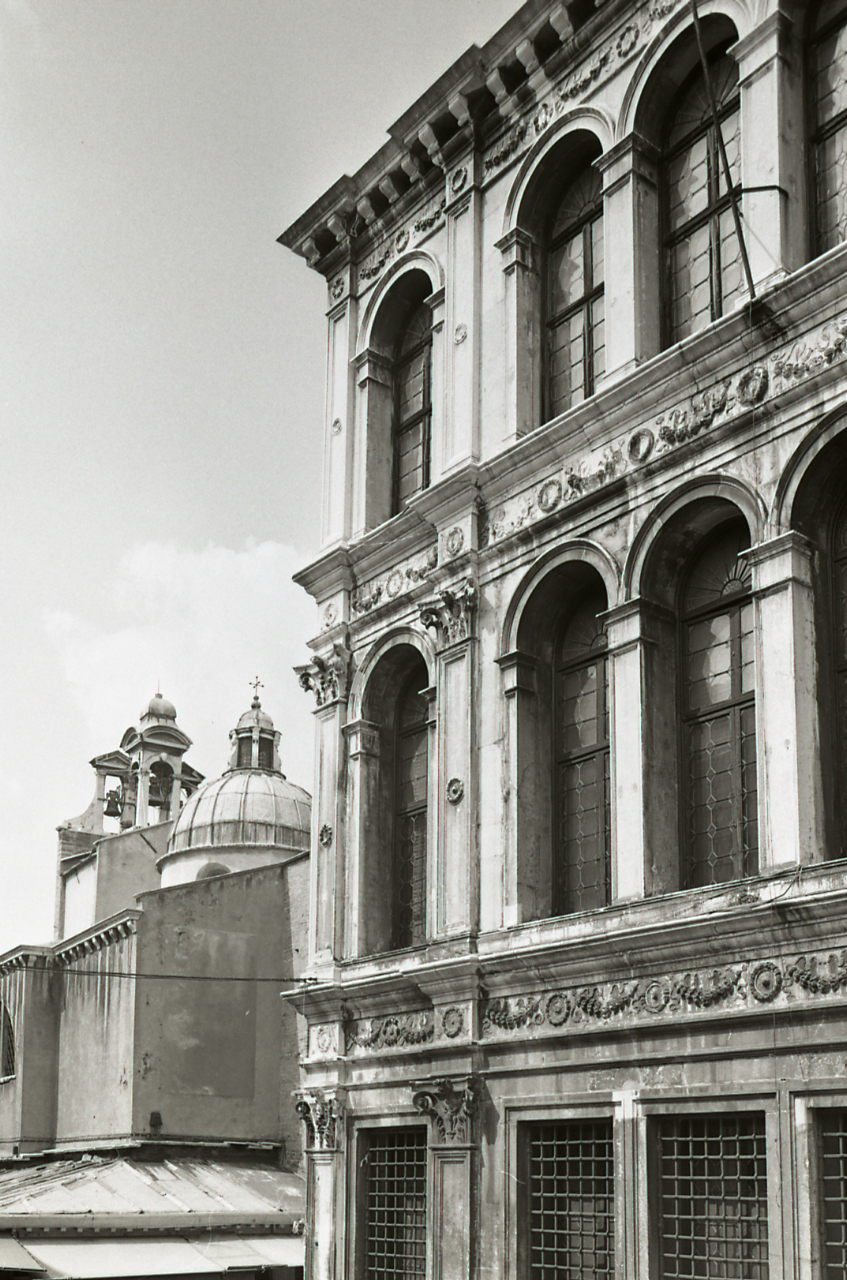
Photo Paolo Monti, 1977.

Dit paleis werd in de jaren 1525-1528 gebouwd, toen Andrea Gritti doge was. Het deed onder andere dienst als kantoor voor de drie wethouders van financiën. Op de begane grond was een gevangenis voor belastingontduikers, die anoniem konden worden aangegeven. Het gebouw werd zo rijkelijk versierd, omdat de Venetianen in die tijd bijna al hun inkomsten uit belasting op handelswaar verkregen.